# Municipio de Lower Allen
El municipio de Lower Allen (en inglés, Lower Allen Township) es un municipio del condado de Cumberland, Pensilvania, Estados Unidos. Tiene una población estimada, a mediados de 2021, de 20 144 habitantes.

## Geografía
Está ubicado en las coordenadas 40°12′32″N 76°55′37″O / 40.20889, -76.92694 (40.208844, -76.927016).

## Demografía
Según la Oficina del Censo, en 2000 los ingresos medios de los hogares eran de $46,172 y los ingresos medios de las familias eran de $57,973. Los hombres tenían ingresos medios por $38,013 frente a los $29,798 que percibían las mujeres. Los ingresos per cápita eran de $24,735. Alrededor del 6.5% de la población estaba por debajo del umbral de pobreza.
De acuerdo con la estimación 2017-2021 de la Oficina del Censo, los ingresos medios de los hogares son de $79,238. Los ingresos per cápita en los últimos doce meses, medidos en dólares de 2021, son de $36,104. Alrededor del 7.0% de la población está por debajo del umbral de pobreza.